# Lía Casanova
Lía Casanova (Buenos Aires, 1932 - Ib., 14 de septiembre de 1986) fue una actriz argentina de cine, teatro y televisión.

## Biografía
Actuó en algunas películas destacándose en  Filomena Marturano (1950), donde actuó junto a Tita Merello como su rival en la ficción y en Caballito criollo  (1953), donde trabajó junto a Enrique Muiño. En teatro trabajó en 1963 en la obra Bodas de plata de Michael Clayton Hutton, dirigida y protagonizada por Paulina Singerman y en Patate, de Marcel Achard junto a Fabio Zerpa, Alita Román y Marta González.
Trabajó en televisión en numerosas telenovelas, entre las cuales se recuerdan, en 1966 por Canal 13 junto a Iván Grondona la adaptación de la novela Corazón de Edmundo de Amicis, en 1967, Ella, la gata con Marta González, Enrique Liporace y Arturo Puig,, La chica del bastón. (1968) y en 1985 en María de nadie en el papel de Julia.
Estuvo muchos años casada con Juan José Míguez y falleció el 14 de septiembre de 1986.

## Filmografía
Actriz
- Las modelos   (1963)
- Los inocentes    (1963) .... Natalia Ezzquellia
- Caballito criollo    (1953)
- Filomena Marturano    (1950)
- La amada inmóvil    (1945)